# Antonio Machado-Allison
Antonio Machado–Allison (Caracas, 29 de julio de 1945) es un biólogo venezolano, licenciado en Biología egresado de la Universidad Central de Venezuela en el año 1971, con Ph.D en The George Washington University en el año 1982, profesor titular del Instituto de Zoología y Ecología Tropical (IZET-UCV), dedicado a la biología, la biodiversidad, biosistemática de peces de aguas continentales, conservación y uso sostenible de ecosistemas continentales.  Actualmente Profesor Universitario en el Colegio del Ambiente de la Universidad Wesleyan (Connecticut, USA). Es hermano del también biólogo Carlos Machado-Allison.

## Formación
Inicia su carrera docente en la Universidad Central de Venezuela, en la Facultad de Ciencias en 1971 como Zoólogo III y luego profesor Instructor en el año 1973, ascendiendo hasta el máximo del escalafón universitario como profesor titular en el año 1991, al destacarse dentro de la Universidad, fue ocupando cargos administrativos desde jefe del departamento, delegado profesoral ante el Consejo de Facultad y Consejo Universitario, Director del Museo de Biología, coordinador del Consejo de Desarrollo Científico y Humanístico (CDCH) y, por último, gerente de Centros de Investigación y Cátedras libres del Vicerrectorado Académico, cargo que ocupó hasta el año 2018. Migra a USA y actualmente Profesor Universitario en el Colegio del Ambiente de la Universidad Wesleyan. Además continua como Investigador Asociado y docente del Postgrado en Zoología en el Instituto de Zoología y Ecología Tropical de la Universidad Central de Venezuela. 
Del mismo modo ha pertenecido al Directorio del Conicit, fue miembro del Consejo Superior y de los Consejos Nacionales de Limnología, de Fauna Silvestre, y de Pesca y Acuacultura (Ministerio del Ambiente), Editor y Coeditor de varias revistas científicas nacionales e internacionales, Investigador asociado del Museo Americano de Historia Natural (New York, USA), Museo Field de Historia Natural (Chicago, USA) y del Instituto Smithsoniano (Washington D. C., Estados Unidos).
Su sólida experiencia en el área de evolución de peces, ecología acuática e impacto ambiental, le ha acreditado como Individuo de Número (Sillón III) de la Academia de Ciencias Físicas, Matemáticas y Naturales, ejerciendo el cargo de Bibliotecario (período 2003-2005) y Secretario Académico de la Academia. Presidente de la Fundación de la Academia (FUDECI) desde el año 2005 y Presidente de la Fundación Palacio de las Academias desde el año 2012. Cargos que finalizan en el 2018. Actualmente miembro del Directorio de la Academia de Ciencias y de Fudeci, Miembro de la Academia de Ciencias de América Latina.

## Trayectoria
Hasta el año 2024, es autor de más de un centenar de trabajos científicos (artículos y libros) publicados en áreas de sistemática, evolución, ecología, conservación de peces y ambientes acuáticos continentales y estudios de impacto ambiental , el CDCH-UCV publicó una de sus obras titulada: Los peces de los llanos de Venezuela. Un ensayo sobre su historia natural, y miembro de varias Sociedades Científicas, es colaborador en la Fundación de Peces de Venezuela,  ha sido galardonado con innumerables distinciones y premios tanto nacionales como internacionales, fue galardonado con el Premio Silver Apple Award en Estados Unidos en temas relacionados sobre la Biodiversidad en Venezuela (BBC Londres y PB Estados Unidos).

## Publicaciones
- Los peces caribes de Venezuela: Diagnosis, claves, aspectos ecológicos y evolutivos. Ediciones CDCH. Colección Monografías. 1996 (A. Machado-Allison y W. Fink).
- Los peces de los llanos de Venezuela. Un ensayo sobre su historia natural. En Ediciones CDCH, Colección Estudios.  2005.
- A. Machado-Allison y A. Rodríguez-Acosta. Animales venenosos y ponzoñosos de Venezuela: un manual para el mejor conocimiento biomédico de los accidentes ocasionados por animales venenosos. Ediciones CDCH, Colección Estudios. 108 páginas 2005.[3]
- Desarrollo de los estudios ambientales en Venezuela 2000-2012. Academia de Ciencias Físicas, Matemáticas y Naturales. Comisión de Asesoría Técnica en Ambiente. 2015. 382 p., A. Machado-Allison y E. Buroz, Eds.[4]
- La institucionalización de la ciencia en Venezuela (167-254). En el libro: La pérdida de la Institucionalidad en Venezuela. Comité Interacadémico. Palacio de las Academias, Caracas. (C. Bifano, I. Bonalde, A. Machado Allison, C. Machado-Allison, J. Mostany, J. Luis Paz y F. Pujol). 2015.[5]
- Three new species of piranhas from Brazil and Venezuela. Ichth. Expl. Freshwaters, 2 (1): 57-75, 1992 (W. Fink y A. Machado-Allison).
- Megapiranha paranensis, a new genus and species of Serrasalminae (Characidae, Teleeostei) from the upper miocene of Argentina. The Journal of Vertebrate Paleontology, 29(2):350-358, 2009: (A. Cione, W, Dahdul, J. Lundberg y A. Machado-Allison).
- Mining in Venezuela: its effects on the environment and human health (347-362). En: Cristiano Araujo y Candida Shin (eds). Ecotoxicology in Latin America. Section 2. Environmental risk in freshwater ecosystems Nova Publishers. 2017. 591 p.
- Sinopsis de las especies de la Familia Cihlidae presentes en la Cuenca del Río Orinoco. Claves, diagnosis, aspectos bio-ecológicos e ilustraciones. Serie Peces de Venezuela. Lasso, C. y A. Machado Allison. Segunda edición (digital). Centro Museo, Instituto de Zoología y Ecología Tropical (UCV), Museo de Historia Natural La Salle, Instituto Alexander von Humboldt de Investigación de Recursos Naturales, Bogotá Colombia, College of the Environment, Wesleyan University Connecticut USA.
- Guía Biomédica. Exposición con animales acuáticos en el norte de Sudamérica y el Caribe. Lasso, Carlos A., Antonio Machado-Allison, Carlos E. Pérez-Díaz y Álvaro A. Faccini-Martínez (Editores). Inst. A. Von Humboldt y Grupo Soul, Bogotá Colombia.